# Raimond Valgre
 (décembre 2021).
 (février 2021).
La mise en forme du texte ne suit pas les recommandations de Wikipédia : il faut le « wikifier ».
Les points d'amélioration suivants sont les cas les plus fréquents. Le détail des points à revoir est peut-être précisé sur la page de discussion.
- Les titres sont pré-formatés par le logiciel. Ils ne sont ni en capitales, ni en gras.
- Le texte ne doit pas être écrit en capitales (les noms de famille non plus), ni en gras, ni en italique, ni en « petit »…
- Le gras n'est utilisé que pour surligner le titre de l'article dans l'introduction, une seule fois.
- L'italique est rarement utilisé : mots en langue étrangère, titres d'œuvres, noms de bateaux, etc.
- Les citations ne sont pas en italique mais en corps de texte normal. Elles sont entourées par des guillemets français : « et ».
- Les listes à puces sont à éviter, des paragraphes rédigés étant largement préférés. Les tableaux sont à réserver à la présentation de données structurées (résultats, etc.).
- Les appels de note de bas de page (petits chiffres en exposant, introduits par l'outil «  Source ») sont à placer entre la fin de phrase et le point final[comme ça].
- Les liens internes (vers d'autres articles de Wikipédia) sont à choisir avec parcimonie. Créez des liens vers des articles approfondissant le sujet. Les termes génériques sans rapport avec le sujet sont à éviter, ainsi que les répétitions de liens vers un même terme.
- Les liens externes sont à placer uniquement dans une section « Liens externes », à la fin de l'article. Ces liens sont à choisir avec parcimonie suivant les règles définies. Si un lien sert de source à l'article, son insertion dans le texte est à faire par les notes de bas de page.
- La présentation des références doit suivre les conventions bibliographiques. Il est recommandé d'utiliser les modèles {{Ouvrage}}, {{Chapitre}}, {{Article}}, {{Lien web}} et/ou {{Bibliographie}}. Le mode d'édition visuel peut mettre en forme automatiquement les références.
- Insérer une infobox (cadre d'informations à droite) n'est pas obligatoire pour parachever la mise en page.

Pour une aide détaillée, merci de consulter Aide:Wikification.
Si vous pensez que ces points ont été résolus, vous pouvez retirer ce bandeau et améliorer la mise en forme d'un autre article.
Raimond Valgre (né Raimond Tiisel le 7 octobre 1913 à Riisipere, dans le comté de Harju  et mort le 31 décembre 1949 à Tallinn), est un musicien, compositeur et auteur estonien de nombreuses chansons.

## Introduction
Bien qu'il n'ait pas reçu une éducation musicale conventionnelle, il a créé plus d'une centaine de chansons, appréciées pour leur qualité. Presque tous les Estoniens  connaissent ses œuvres qui sont également populaires à l'étranger, notamment en Finlande et en Russie.
L'ambiance et la  structure de ses chansons s'apparente à la musique de Michel Legrand ou à celle de George Gershwin. 
Convaincu de la grandeur de sa nation, Raimond Valgre peut être considéré comme l'un des grands noms de l'histoire de la musique contemporaine, aux côtés de Glenn Miller ou Richard Rodgers, par exemple.

## Biographie
Son père était épicier et acteur. Déjà enfant, il a commencé à apprendre le piano. À l'âge de 19 ans, il a trouvé du travail dans un restaurant comme musicien. Il était au travail d’écriture dans ses cahiers de musique, et a publié ses premières chansons.
Vers la trentaine, il est devenu célèbre comme pianiste et accordéoniste à Pärnu dans un salon de plage. Il y rencontre Alice Feillet, qui a été élue Princesse de la plage. Cette jeune beauté a écrit les paroles pour plusieurs chansons populaires de Valgre. La guerre arrivant a interrompu la relation entre Raimond et Alice. La jeune fille s'enfuit en France avec ses parents. Plus tard elle se marie, et la première histoire d'amour de Valgre prend fin.
Valgre lui-même a été mobilisé dans l'armée soviétique.
Alors que l'offensive allemande a commencé, il a été confronté aux dures conditions des régions polaires de la Russie.
Pendant ce temps le compositeur était membre d'un ensemble de musique.
Le groupe de musique a pu voyager et donner des concerts dans différentes parties du monde.
Lors d'une tournée à Leningrad en 1944, il a rencontré Nina Vassiljeva, une étudiante russe. Comme Nina étudiait l'anglais, ils ont communiqué entre eux en anglais.
De cette rencontre a commencé une histoire d'amour qui a duré jusqu'à la fin de la vie du compositeur.
Retourné en Estonie en 1944, Valgre a commencé à étudier la composition au Conservatoire de Tallinn.
Pendant l'après-guerre, il a écrit de nombreuses chansons qui sont rapidement devenues populaires.
Cependant, la gravité des expériences vécues l'a conduit à une sévère dépression.
Le temps passé en Russie pendant la guerre a causé une aliénation entre le compositeur et les habitants locaux.
En espérant sortir de l'alcoolisme, en 1946, il épousa une jeune fille extrêmement belle.
C'était une erreur, la femme stupide et frivole lui a causé beaucoup de ressentiment.
Au début de la guerre froide après les discours de Winston Churchill au Fulton, la musique du compositeur a commencé à subir des critiques. Les accusations portent sur la tristesse et le côté sombre de ses œuvres.
Surtout, ses œuvres étaient trop pessimistes pour la période. Un mariage malheureux ajouté aux plaintes de sa bien-aimée Nina provoque chez le musicien une profonde crise psychologique. En outre, la pression sociale est devenue insupportable.
Désespéré et oublié, Raimond Valgre  est décédé le dernier jour de l’année 1949.

## Caractère de sa musique
La création musicale du compositeur est très variée. Son expression se comprend entre son expérience personnelle et intime des phénomènes sociaux. Les premières œuvres de Valgre ont un ton insouciant et joyeux. Sa première chanson, „Blonde Alexandra“ lui a déjà valu la célébrité. Puis est apparue sa collection de douze chansons, intitulée „Quinze minutes avec Deddy“. Parmi celles-ci sont les mélodies les plus appréciées comme „J'espère que j'en survivrai“, „Rester pour un moment encore“, „Je me souviens encore“ et de nombreuses autres. Dans sa chanson „Le bon choix“ le compositeur a pris part à un concours organisée par la société américaine d’édition musicale „Universal Music“.
Cette chanson (les paroles de la version anglaise du titre „Snowflakes“ ont été écrites par Alice Feillet) a remporté le premier prix. Malheureusement, la Seconde Guerre mondiale a commencé alors que l'auteur lui-même n’en savait rien. Les créations de Valgre d'avant guerre sont excellentes et d’une humeur joyeuse, composées sur la structure jazz (par exemple „Tu me le dis le soleil“, “ La fable en musique“, „L'oiseau bleu“). Les chansons créées pendant les années de guerre sont plus mélancoliques, tristes et lyriques („La capote grise du soldat“, „Bientôt je vais arriver de nouveau à toi“, „Tu ne pouvais pas m'attendre“). Cependant, parmi ces œuvres qui sont nées du chaos et de l’incertitude, on peut trouver de belles mélodies et optimistes („La Marche de Tartu“, La Valse de Narva“, „La Sérénade de Viljandi“, „La Ballade de Pärnu“), qui exposent l'espérance du retour à la patrie.
Les travaux ultérieurs du compositeur sont „La Valse de Saaremaa“ la plus populaire. Les dernières années de sa vie, ses œuvres ont commencé à se déprécier. Sa musique a été redécouverte dans les années cinquante, quand il a commencé à supporter Georg Ots, chanteur très populaire.
Dès lors, des centaines d'artistes se sont intéressés à la musique de Valgre.
On a publié aussi des dizaines de disques, cassettes et CD-s de ses œuvres. Un compositeur estonien, Ülo Raudmäe, a écrit une comédie musicale dont le titre est „La fable en musique“, fondée sur les chansons de Valgre.
Il existe deux films de la vie du compositeur : le documentaire „Toujours vous“ (créé en 1976) et le film d'art „Ces vieilles lettres d'amour“, qui a été achevé en 1992 (directeur Mati Põldre est un réalisateur également).
En 1985, le Théâtre de la Ville de Tallinn a mis en scène une pièce sur la vie de Valgre „L'appel de la route blanche“, écrit par Juhan Saar, où le rôle majeur est joué par l'acteur légendaire Sulev Luik.
La vie de Raimond Valgre est encore un exemple du contraste entre la vie tragique de créateur et ses créations lumineuses et brillantes.